# Fernando de Otazu
Fernando de Otazu y Zulueta (Arechavaleta, 13 de agosto de 1920-San Sebastián ,11 de septiembre de 1992) fue un abogado y político español, último alcalde de San Sebastián antes de la democracia y procurador en las últimas Cortes Franquistas.

## Biografía
Fernando de Otazu, nació en el seno de una familia de la nobleza vasca-navarra. Su lugar de nacimiento fue el Palacio de Arrátabe de Arechavaleta, propiedad de su familia, y actual sede del ayuntamiento de esta localidad. Su padre era José María de Otazu Arrátabe. Fue trillizo y sus dos hermanos Iñigo y José María, también fueron personalidades destacables. José María fue presidente de la Asociación de Donantes de Sangre e Iñigo, diputado en el Congreso por Alianza Popular.
Fernando de Otazu ostentó el título de XXV Señor de la Torre de Zabaleta de Lesaca. 
Fue abogado de profesión. 

### Procurador de Cortes (1974-77)
En 1974 Otazu fue elegido procurador en las Cortes Franquistas como representante de los municipios de Guipúzcoa, en sustitución de Felipe de Ugarte. En el momento de su elección ocupaba el cargo de concejal en el ayuntamiento de San Sebastián. Vivió por tanto como procurador los últimos años de las Cortes Franquistas y participó en la histórica votación de las mismas que dio lugar a su autodisolución y a la aprobación de la Ley para la Reforma Política. Cesó de su cargo, como el resto de procuradores, el 30 de junio de 1977, tras celebrarse las primeras Elecciones Generales democráticas en España. 
En su etapa como procurador se destacó por sus iniciativas para conseguir la legalización del juego en España, siendo uno de los más firmes defensores de esta, que finalmente llegó en marzo de 1977. También intentó que se estableciera un casino en el Palacio de Miramar de San Sebastián, pero esta iniciativa no acabó prosperando ante la oposición de los vecinos.

### Alcalde de San Sebastián (1977-78)
En marzo de 1977, dimitió Fernando Lasa, alcalde de San Sebastián hasta entonces, y Otazu, quien había ejercido como primer teniente de alcalde, pasó a presidir la corporación municipal como alcalde en funciones. Su corto mandato, de año y medio de duración, coincidió como uno de los periodos más convulsos en la historia del gobierno municipal de la ciudad y estuvo marcado por la lucha política entre el consistorio de Otazu y la mayor parte de los partidos políticos, quienes pedían la dimisión de Otazu y su sustitución por una comisión gestora municipal de carácter democrático.
Al margen de esta pelea política, cabe destacar como hecho reseñable de su mandato, que en septiembre de 1977 se inauguró el conjunto escultórico del Peine del Viento de Eduardo Chillida, que acabaría convirtiéndose en uno de los símbolos más reconocibles de la ciudad.
Los partidos políticos presionaban en aquel momento para la democratización del poder municipal. Tras la celebración de las elecciones generales de junio de 1977 se dio una situación paradójica; el Parlamento y el Gobierno de la UCD tenían una legitimidad democrática, pero los ayuntamientos seguían gobernados por cargos elegidos durante el régimen anterior. Además las elecciones generales habían permitido ponderar la correlación de fuerzas de cada opción política a nivel municipal. Mientras el debate político se centraba en la redacción de una Constitución, que determinaría entre otras cosas, la forma concreta de elegir los cargos municipales; los ayuntamientos seguían manteniendo la estructura anterior predemocrática; a la espera de la convocatoria de unas futuras elecciones municipales sin concretar todavía. 
Como las corporaciones municipales estaban controladas en gran medida por gente afín al régimen anterior y/o a la coalición gobernante UCD, los partidos políticos de la oposición, especialmente a partir de las elecciones de junio de 1977, presionaron para sustituir las corporaciones municipales por otras que reflejaran el apoyo electoral real de cada opción política. Debido a que estos partidos opositores tenían un apoyo mayoritario en San Sebastián, la situación de los concejales donostiarras se fue haciendo cada vez más compleja e incómoda a lo largo de 1977 y 1978. Ante la presión política y social; y la amenaza del terrorismo de ETA, para verano de 1978 tanto el alcalde como los concejales donostiarras habían echado la toalla y manifestaban en público su intención de dimitir y dejar paso libre a una gestora. Sin embargo su dimisión formal no fue en principio aceptada por el Ministerio del Interior. El consistorio buscó la forma de dimitir mediante el procedimiento de ausentarse sus integrantes durante varios plenos.  Mientras este procedimiento se estaba llevando a cabo, el 8 de septiembre de 1978, de madrugada, un artefacto hizo explosión en el portal del domicilio de Otazu, causando algunos daños materiales.
Este atentado intimidatorio fue el detonante para que solo dos días más tarde, finalmente el gobernador civil de Guipúzcoa aceptara cesar a los concejales. La marcha de los concejales es algo que la corporación -en palabras de su alcalde- " estaba deseando desde hace tiempo", dijo Otazu. Tras varios días de negociaciones entre las formaciones políticas, finalmente el 24 de septiembre de 1978, dimitió el Ayuntamiento con Fernando Otazu a  la cabeza y tomó posesión una comisión gestora presidida por el socialista Ramón Jáuregui, ya con el respaldo del Ministerio de Interior.
A partir de entonces Otazu se mantuvo alejado de la política.
Falleció el 11 de septiembre de 1992 en San Sebastián.